# Lahti ski club
Le Lahti ski club est une association sportive finlandaise basé à Lahti.

## Informations

### Historique
Le club a été fondé le 3 avril 1922.

### Organisation d'événements
Le club organise les Jeux du ski de Lahti depuis 1923. Il a contribué avec la ville de Lahti et la Fédération finlandaise de ski à l'organisation des championnats du monde de ski nordique en 1926, 1938, 1958, 1978, 1989, en 2001 et il contribuera à l'édition 2017. Le club a également contribué à l'organisation des championnats du monde de biathlon en 1981, 1987 et 1991.

## Sportifs
Les clubs a compté dans ses rangs de nombreux athlètes parmi lesquels:
- Sauteur à ski
- Veikko Kankkonen
- Jari Puikkonen
- Janne Ahonen
- Toni Nieminen

- Combiné nordique
- Jari Mantila
- Toivo Nykänen
- Lauri Valonen
- Jouko Karjalainen

- Ski de fond
- Tapio Mäkelä
- Siiri Rantanen
- Lauri Silvennoinen
- Jaana Savolainen